# 國立高雄海洋科技大學

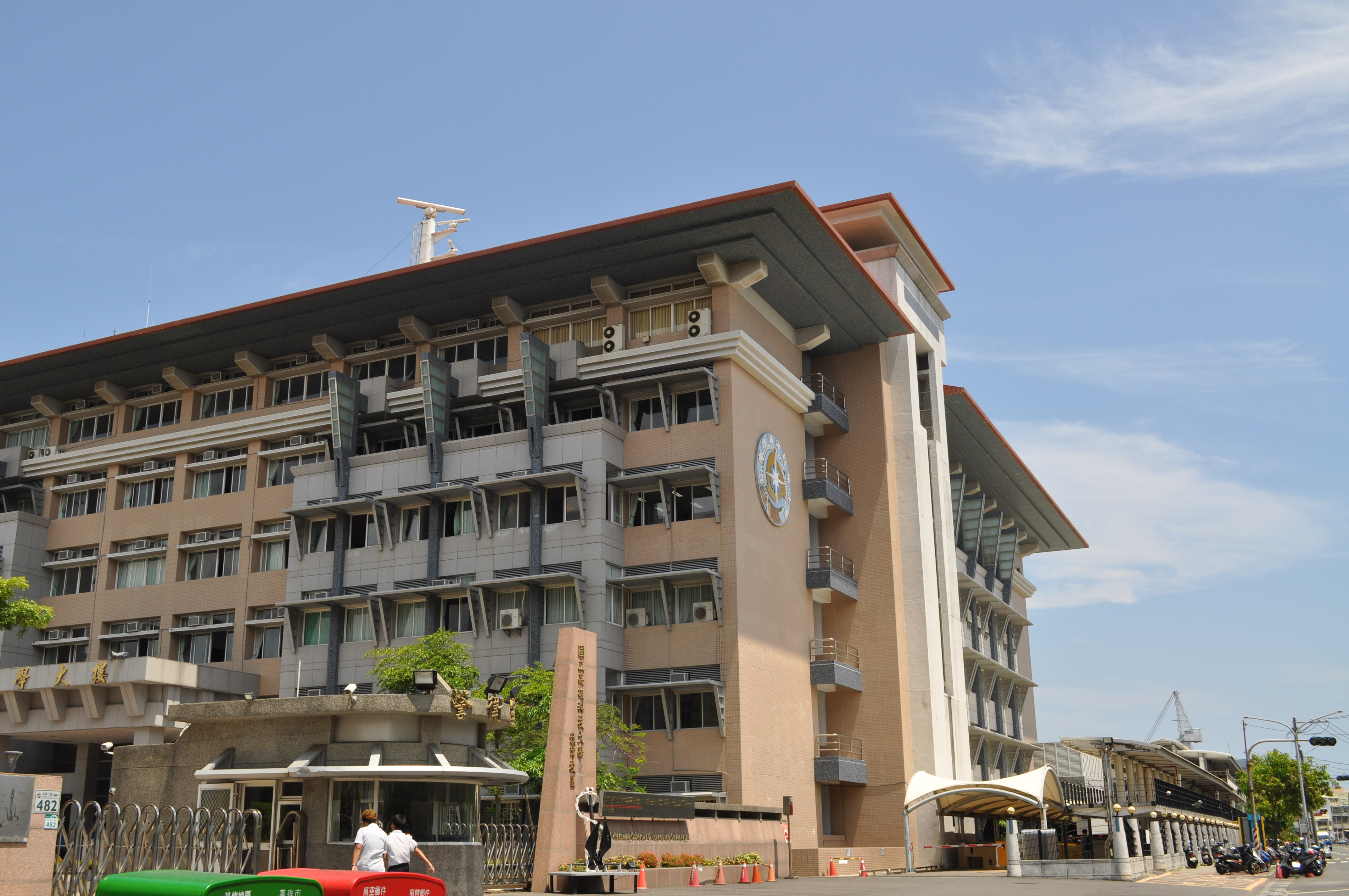
旗津校區

國立高雄海洋科技大學（英語：National Kaohsiung Marine University，NKMU），簡稱高海、高海大、高海科大、高雄海大，前身為臺灣省立高雄海事專科學校。是一所位於中華民國高雄市以海洋專業發展為主力特色的科技大學，曾於2008年更獲選為教育部技職院校獎勵大學教學卓越計畫大學之一。2018年與國立高雄第一科技大學、國立高雄應用科技大學合併為國立高雄科技大學，現為國立高雄科技大學楠梓校區與旗津校區。

## 概況

### 校史[3]
- 1946年，奉臺灣省行政長官公署教育處核定，於旗津設立「臺灣省立基隆水產職業學校高雄分校」。
- 1948年，增設初級部。臺灣省政府教育廳特准獨立設校。定校名為「臺灣省立高雄水產職業學校」。
- 1949年，合併臺灣省立澎湖初級水產職業學校高級部。
- 1955年，為配合政府疏散政策，全校疏遷五塊厝漁具工廠之疏散校地（今高雄市立大仁國民中學校址）上課。1958年8月間遷返旗津原址上課。
- 1959年，結束初級部各班級。更改校名為「臺灣省立高雄高級水產職業學校」。
- 1960年，在臺南市設立臺南分部。
- 1961年，設立東港分部。
- 1967年，改制為五年制專科學校，更改校名為「臺灣省立高雄海事專科學校」。校本部因改制為五年制專科學校而停止招收職業學校學生；臺南分部則獲准獨立為「臺灣省立臺南高級水產職業學校」。
- 1968年，東港分部奉准獨立為「臺灣省立東港高級水產職業學校」。
- 1969年，校本部所有職業學校學生全部畢業，結束辦理水產職業學校之任務。
- 1979年，高雄市升格為院轄市。改隸於高雄市，並同時更改校名為「高雄市立海事專科學校」。
- 1982年，改制為國立，同時更改校名為「國立高雄海事專科學校」。
- 1984年，行政院核准本校遷校於楠梓校區。
- 1991年，設立澎湖分部。
- 1995年，澎湖分部獨立設校，改為「國立澎湖海事管理專科學校」（今國立澎湖科技大學）。
- 1997年，升格為「國立高雄海洋技術學院」。
- 2000年，旗津校區綜合教學大樓動土興建。
- 2002年，旗津校區綜合教學大樓竣工。航運技術系、輪機工程系兩系由楠梓校本部遷回到旗津校區。
- 2004年，升格為「國立高雄海洋科技大學」。
- 2018年，與國立高雄第一科技大學、國立高雄應用科技大學合併為「國立高雄科技大學」。

### 校名
由於學校於2004年 升格為科技大學後之校名與位於基隆的國立臺灣海洋大學校名近似，特別在簡稱上常常令人混淆。因此自2007年6月16日起，國立臺灣海洋大學正式由經濟部智慧財產局取得簡稱「海大」及「校徽」圖之專用商標權利，限制日後其他大專院校不得再使用該簡稱。國立高雄海洋科技大學在升格大學後之官方網頁中，原有所有「海大」的字眼也在之後被拿掉，但校歌中至今仍有「海大」之字眼。

## 校區
- 楠梓總校區鄰近高雄捷運紅線的後勁站。

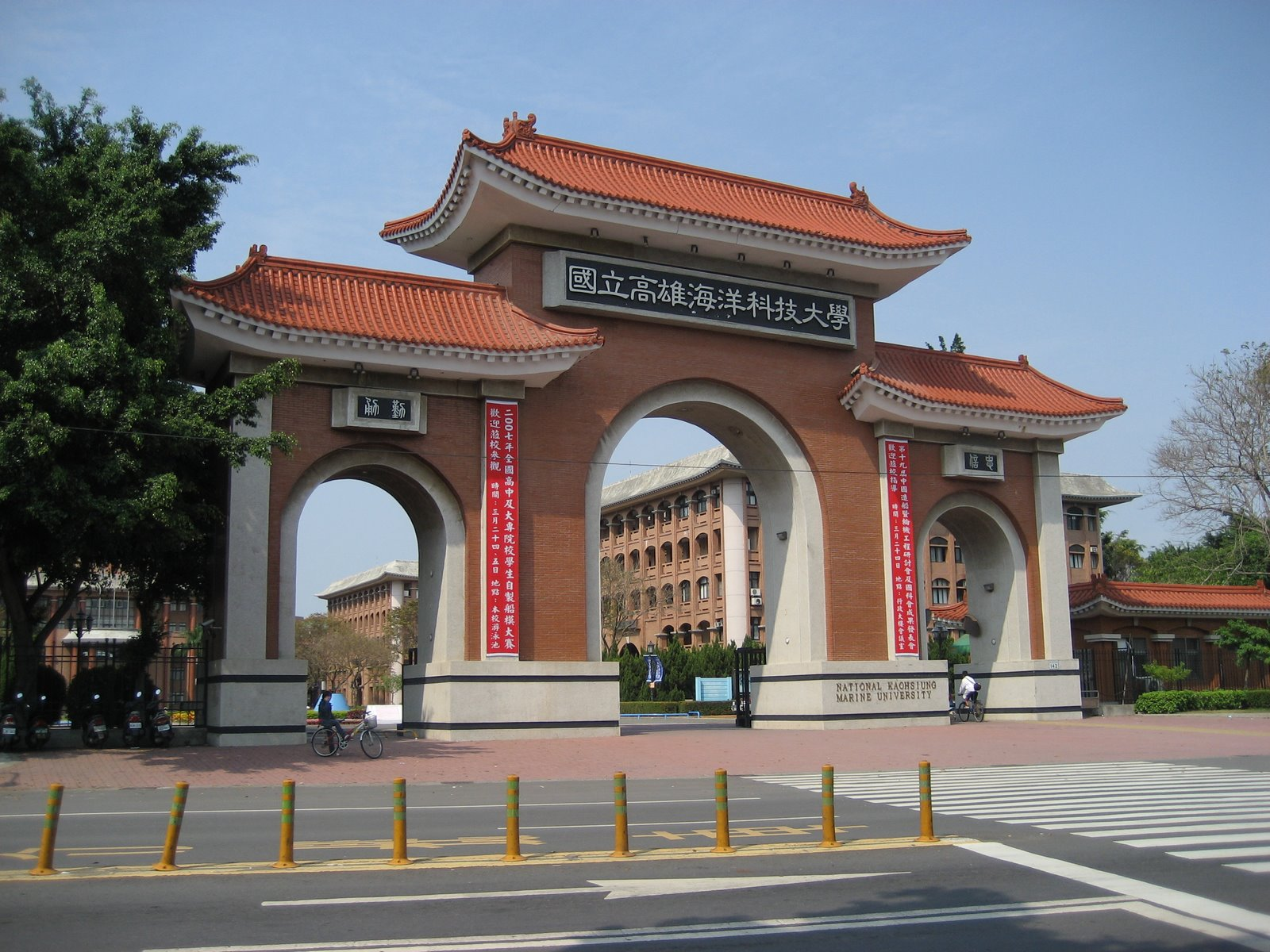
高雄海科大楠梓校本部

- 旗津校區為海事學院，位於高雄市旗津區，擁有學校專屬碼頭，該校區為航運技術系、輪機工程系、海事資訊科技系的上課地點，同時也是商船船員訓練中心的基地。

## 組織

### 學院
高雄海洋科大設立四個學院。
| 管理學院 | 航運管理系暨研究所       | 資訊管理系暨研究所     |
| 管理學院 | 供應鏈管理系暨研究所     | 海洋休閒管理系暨研究所 |
| 管理學院 | 海洋事務與產業管理研究所 |                        |

| 海洋工程學院 | 微電子工程系暨研究所     | 海洋環境工程系暨研究所 |
| 海洋工程學院 | 造船與海洋工程系暨研究所 | 電訊工程系暨研究所     |
| 海洋工程學院 | 海洋科技產學合作博士班   |                        |

| 水圈學院 | 漁業生產與管理系暨研究所 | 水產養殖系暨研究所     |
| 水圈學院 | 水產食品科學系暨研究所   | 海洋生物技術系暨研究所 |
| 水圈學院 | 水產科技產業博士班       |                        |

| 海事學院 | 輪機工程系暨研究所 | 海事資訊科技系暨研究所 |
| 海事學院 | 航運技術系暨研究所 |                        |

| 通識教育委員會 | 基礎教育中心 | 外語教育中心 |
| 通識教育委員會 | 體育教育中心 |              |

### 研發單位
| 研發單位 | 創新育成中心                             | 技術移轉中心                                 |
| 研發單位 | 科技潛水暨水域運動教學發展中心           | 管理學院 - 海洋事務研究中心                  |
| 研發單位 | 水圈學院 - 水產業檢驗及驗證中心          | 海工學院 - 環境檢驗中心                      |
| 研發單位 | 海工學院 - 海岸水與環境研究中心          | 海工學院 - 底泥研究中心                      |
| 研發單位 | 科技與社會研究中心                       | 海事學院 - 海事工程科學研究中心              |
| 研發單位 | 海事學院 - 海事調查與鑑定中心            | 水圈學院 水食系 - 水產檢驗服務中心           |
| 研發單位 | 海事學院 航技系 - 海事安全研究中心       | 海事學院 航技系 - 水下搜尋暨船舶交通資源中心 |
| 研發單位 | 海事學院 輪機系 - 漁船及船舶科技研究中心 | 海事學院 輪機系 - 振動與噪音檢測中心         |
| 研發單位 | 海事學院 輪機系 - 電能與控制研究中心     |                                              |

### 行政單位
| 行政單位 | 校長室             | 副校長室               |
| 行政單位 | 秘書室             | 主計室                 |
| 行政單位 | 人事室             | 軍訓室                 |
| 行政單位 | 教務處             | 學生事務處             |
| 行政單位 | 總務處             | 研究發展處             |
| 行政單位 | 旗津校區綜合業務處 | 進修推廣處             |
| 行政單位 | 圖書館             | 電子計算機中心         |
| 行政單位 | 船員訓練中心       | 實習就業暨校友服務中心 |
| 行政單位 | 安全衛生中心       | 教學資源中心           |

## 歷任校長
| 任別 | 姓名   |
| ---- | ------ |
| 1    | 周鑑殷 |
| 2    | 戴行悌 |
| 3    | 士福金 |
| 4    | 李兆輝 |
| 5    | 楊憲堂 |
| 6    | 李星輝 |
| 7    | 胡曉伯 |

| 任別 | 姓名   |
| ---- | ------ |
| 1    | 胡曉伯 |
| 2    | 鄭森雄 |
| 3    | 魏兆歆 |

| 任別 | 姓名   |
| ---- | ------ |
| 1    | 歐錫祺 |
| 2    | 陳哲聰 |
| 3    | 陳哲聰 |

| 任別 | 姓名   |
| ---- | ------ |
| 1    | 陳哲聰 |
| 2    | 周照仁 |
| 代理 | 呂學信 |

## 學校聲譽&社會評價
- 2015年，根據1111人力銀行中「2015企業最愛大學」調查顯示，國立高雄海洋科技大學是在企業對於各學群的學校排序評比的生物資源學群技職院校排名第十。
- 2015年，根據1111人力銀行中「2015企業最愛大學」調查顯示，國立高雄海洋科技大學是在企業對於各學群的學校排序評比的地球與環境學群技職院校排名第九。
- 2016年，根據1111人力銀行中「2016企業雇主最滿意大學」調查顯示，國立高雄海洋科技大學是在雇主最滿意大學地區排行榜高屏地區技職院校排名第七。

## 世界大學姊妹校
| - - 中國海洋大學 - 廣東海洋大學 - 上海海洋大學 - 上海海事大學 - 大連海事大學 - 青島遠洋船員學院 - 北京理工大學珠海學院商學院 - 浙江海洋學院 - 集美大學 - 泉州師範學院 - 集美大學 - 莆田學院 - 廣東海洋大學 - 廣州中山大學旅遊學院 - 香港 - 香港理工大學工商管理學院、物流及航運學系 | - 日本 - 東京海洋大學 - 鹿兒島大學 - 大島商船高等專門學校 - 長崎大學 - 滋賀大學 - 神戶大學 - 長崎大學 - - 韓國海洋大學 - 木浦大學 - 越南 - 芽莊大學 - 越南海事大學 - 峴港科技大學 - 泰國 - 宋卡王子大學 - 孔敬大學 - 清邁大學 - 泰國農業大學 - 緬甸 - 新紀元學院 - 菲律賓 - 瑪布亞科技學院 - 印度尼西亞 - 泗水造船理工學院 | - 美国 - 加州州立大學富勒頓分校 - 關島大學 - 喬治亞大學 - 加州矽谷大學 - 聖地牙哥大學 - 密蘇里大學 - 加拿大 - 阿薩巴斯卡大學 | - 俄羅斯 - 聖彼得堡大學 - 俄羅斯學院南方分校 - 波蘭 - 吉丁尼亞大學 | - - 陽光海岸大學 |

## 台灣國內學校策略聯盟
一、與大專院校(普通大學&技職院校)策略聯盟
- 北北基區
  - 國立台灣海洋大學
  - 台北海洋科技大學
- 高屏區
  - 國立屏東大學
- 澎金馬區
  - 國立澎湖科技大學

二、與高中職學校策略聯盟-台南市
三、與高中職學校策略聯盟-高雄市
- 高雄高商

四、與高中職學校策略聯盟-屏東縣
五、與國中學校策略聯盟